# تونس في الألعاب الأولمبية الصيفية 2000
شاركت تونس في دورة الألعاب الأولمبية الصيفية في سيدني في سنة 2000 في أستراليا من 28 يوليو إلى 12 أغسطس 2000. وهذا هو الظهور رقم 10 لتونس في دورة الألعاب الأولمبية الصيفية.

## وصلات خارجية
- الموقع الرسمي اللجنة الوطنية الأولمبية التونسية.
- تونس في الموقع الرسمي لجنة الأولمبية الدولية.